# Seekanal Brüssel-Schelde
Der Seekanal Brüssel-Schelde (niederl. Zeekanaal Brussel-Schelde) ist ein Kanal in Belgien, der von Brüssel bis zur Schelde verläuft. Der Name Seekanal Brüssel-Schelde ist die offizielle Bezeichnung des Kanals, nachdem der Seekanal Brüssel-Rupel 1997 bis zur Schelde erweitert wurde. Eine ältere, aber immer noch verbreitete Bezeichnung des Kanals ist Canal de Willebroek.

## Geschichte
Der Canal de Willebroek ist einer der ältesten schiffbaren Kanäle in Belgien und Europa. Der Originalkanal war 20 Kilometer lang, bis zu 30 Meter breit und 2 Meter tief. Er verband den Hafen von Brüssel mit Willebroek und führte von dort in die Rupel. Der Höhenunterschied von 14 Metern wurde über vier Schleusen überwunden. Durch die Inbetriebnahme wurde den Schiffen fortan die Senne und der Zoll für die Durchfahrt von Mechelen bis zur Rupel erspart.
Bereits in der ersten Hälfte des fünfzehnten Jahrhunderts hatte Philipp der Gute Pläne für die Kanalisierung des Flusses Senne entwickelt. 1477 erteilte Maria von Burgund der Stadt Brüssel jedoch die Genehmigung für das Graben eines völlig neuen Kanals zur Schelde oder zur Rupel. Kaiser Karl V. erneuerte diese Zustimmung im Jahre 1531. Die Stadt Mechelen, die berechtigt war, Zölle für den Transport auf der Senne zu erheben, protestierte gegen die Pläne der Stadt Brüssel und verzögerte den Bau des Kanals für lange Zeit. Nachdem der Streit mit Mechelen und Vilvorde beigelegt war und die Königin von Ungarn dem Bau zugestimmt hatte, konnte der Bürgermeister von Brüssel, Jean de Locquenghien, am 16. Juni 1550 den ersten Spatenstich vollziehen. Am 11. Oktober 1561 waren die Arbeiten am Kanal abgeschlossen. Die Kosten für den Bau sollen 800 000 Gulden betragen haben.
Im Herzen von Brüssel, an der Place Sainte-Catherine, gab es schon bald nach der Eröffnung des Kanals mehrere Werften. Diese wurden im späten 19. Jahrhundert wieder geschlossen, sind aber heute noch immer an einer Reihe von Straßennamen erkennbar. 
Der Verlauf des Kanals in Brüssel änderte sich nach der Eröffnung des Kanals Charleroi-Brüssel im Jahr 1832. Durch die Verknüpfung der beiden Kanäle entstand eine direkte Verbindung zwischen dem Hafen von Antwerpen und der Industrie rund um Charleroi.
Die 1896 gegründete Gesellschaft NV Zeekanaal en Watergebonden Grondbeheer Vlaanderen führte ab 1900 umfangreiche Modernisierungen am Kanal durch, wobei die Mündung in die Rupel zur neuen Schleuse von Wintam verlegt und die beiden Schleusen von Vilvoorde und Humbeek durch die Schleuse von Kapelle-op-den-Bos ersetzt wurden. Im Jahr 1922 erfolgte die Eröffnung des modernisierten Kanal für die Schifffahrt. 
Während den Olympischen Sommerspielen 1920 wurden bei Vilvoorde die Ruderwettkämpfe ausgetragen.
1965 begann eine weitere Modernisierung des Kanals mit einer Vertiefung und einem Ausbau auf eine Breite von 55 m (25 m für die Schleusen). Durch die großen neuen Schleusen (205 m × 25 m) Zemst (eröffnet im Jahr 1975) und Wintam (eröffnet 1997) reduzierte sich die Anzahl der Schleusen auf zwei und es erfolgte eine direkte Anbindung an die Schelde. Der Hafen von Brüssel ist jetzt für Seeschiffe bis zu 4500 Tonnen und Binnenschiffe (Schubverbände bis 9000 Tonnen) zugänglich. In Willebroek und im Hafen von Brüssel entstanden in der jüngsten Zeit Container-Terminals für die Anbindung an den Straßenverkehr.

## Wirtschaftliche Bedeutung
Der Kanal hat eine große Bedeutung für die Hauptstadt Brüssel, insbesondere bei der Versorgung mit Erdöl, was etwa 30 % des gesamten Verkehrs ausmacht. Im Jahr 1974 erreichte der Jahrestransport mit 14,4 Mio. Tonnen einen vorläufigen Höhepunkt. Nach einem Rückgang ist in den letzten Jahren wieder eine Erholung spürbar. Durch eine Transportmenge des Kanals von 7,7 Mio. Tonnen ist der Hafen von Brüssel nach dem von Lüttich der zweitgrößte Binnenhafen des Landes.
Nach der Regionalisierung ist das Management des Kanals inzwischen nicht mehr in den Händen der NV-Zeekanaal, sondern wurde für den Bereich Brüssel an den Hafen von Brüssel und für den flämischen Teil auf die Gesellschaft Wasserstraßen und Seekanal NV übertragen.